# شانتيلي (فرجينيا)
شانتيلي (بالإنجليزية: Chantilly CDP, Virginia)‏ هي منطقة سكنية تقع بولاية فرجينيا في الولايات المتحدة. تبلغ مساحتها 31.47 كم2، وترتفع عن سطح البحر 98.1456 م، بلغ عدد سكانها 23,039 نسمة في عام 2010 حسب إحصاء مكتب تعداد الولايات المتحدة وتصل الكثافة السكانية فيها 732.1 نسمة لكل كيلومتر مربع (1,896.1/ميل2).

## التركيبة السكانية
حدّد مكتب تعداد الولايات المتحدة بيانات التركيبة السكانية لشانتيلي في تعداد الولايات المتحدة. في ما يلي، التركيبة السكانية حسب تعدادي 2000 و2010.

### تعداد عام 2000
بلغ عدد سكان شانتيلي 41,041 نسمة بحسب تعداد عام 2000، وبلغ عدد الأسر 14,840 أسرة وعدد العائلات 10,519 عائلة مقيمة في المنطقة السكنية. في حين سجلت الكثافة السكانية 1,304.1 نسمة لكل كيلومتر مربع (3,377.6/ميل2). وبلغ عدد الوحدات السكنية 15,173 وحدة بمتوسط كثافة قدره 482.1 لكل كيلومتر مربع (1,248.6/ميل2).
وتوزع التركيب العرقي للمنطقة السكنية بنسبة 73.34% من البيض و4.99% من الأمريكيين الأفارقة و0.29% من الأمريكيين الأصليين و16.36% من الأمريكيين ذوي الأصول الآسيوية و0.06% من سكان جزر المحيط الهادئ و2.01% من الأعراق الأخرى و2.96% من عرقين مختلطين أو أكثر و6.87% من الهسبانيون أو اللاتينيون من أي عرق.
بلغ عدد الأسر 14,840 أسرة كانت نسبة 40% منها لديها أطفال تحت سن الثامنة عشر تعيش معهم، وبلغت نسبة الأزواج القاطنين مع بعضهم البعض 60.6% من أصل المجموع الكلي للأسر، ونسبة 7.4% من الأسر كان لديها معيلات من الإناث دون وجود شريك، بينما كانت نسبة 2.9% من الأسر لديها معيلون من الذكور دون وجود شريكة وكانت نسبة 29.1% من غير العائلات. تألفت نسبة 20.2% من أصل جميع الأسر من عدة أفراد يعيشون في نفس المنزل ونسبة 2.1% كانت تتألف من شخص يعيش بمفرده يبلغ من العمر 65 عاماً أو أكثر. وبلغ متوسط حجم الأسرة المعيشية 2.75، أما متوسط حجم العائلات فبلغ 3.24.
بلغ العمر الوسطي للسكان 33.8 عاماً. وكانت نسبة 26.1% من القاطنين تحت سن الثامنة عشر، وكانت نسبة 7.8% بين الثامنة عشر والرابعة والعشرين عاماً، ونسبة 38.3% كانت واقعةً في الفئة العمرية ما بين الخامسة والعشرين والرابعة والأربعين عاماً، ونسبة 22.9% كانت ما بين الخامسة والأربعين والرابعة والستين، ونسبة 4.4% كانت ضمن فئة الخامسة والستين عاماً فما فوق. يوجد لكل 100 أنثى 98.6 ذكر، ويوجد لكل 100 أنثى في الثامنة عشر من عمرها فما فوق 96.5 ذكر.
بلغ متوسط دخل الأسرة في المنطقة السكنية 87,991 دولارًا، أما متوسط دخل العائلة فبلغ 98,202 دولارًا. وكان متوسط دخل الذكور 61,954 دولارًا مقابل 41,608 دولارًا للإناث. وسجل دخل الفرد الخاص بالمنطقة السكنية 36,200 دولارًا. وكانت نسبة 1.3% من العائلات ونسبة 2.3% من السكان تحت خط الفقر، وكان من هؤلاء نسبة 2% تحت سن الثامنة عشر ونسبة 5.5% في الخامسة والستين من العمر وما فوق.

### تعداد عام 2010
بلغ عدد سكان شانتيلي 23,039 نسمة بحسب تعداد عام 2010، وبلغ عدد الأسر 7,218 أسرة وعدد العائلات 5,939 عائلة مقيمة في المنطقة السكنية. في حين سجلت الكثافة السكانية 732.1 نسمة لكل كيلومتر مربع (1,896.1/ميل2). وبلغ عدد الوحدات السكنية 7,403 وحدة بمتوسط كثافة قدره 235.2 لكل كيلومتر مربع (609.2/ميل2).
وتوزع التركيب العرقي للمنطقة السكنية بنسبة 57.56% من البيض و6.54% من الأمريكيين الأفارقة و0.25% من الأمريكيين الأصليين و25.24% من الأمريكيين ذوي الأصول الآسيوية و0.07% من سكان جزر المحيط الهادئ و6.09% من الأعراق الأخرى و4.26% من عرقين مختلطين أو أكثر و15.89% من الهسبانيون أو اللاتينيون من أي عرق.
بلغ عدد الأسر 7,218 أسرة كانت نسبة 47.8% منها لديها أطفال تحت سن الثامنة عشر تعيش معهم، وبلغت نسبة الأزواج القاطنين مع بعضهم البعض 67% من أصل المجموع الكلي للأسر، ونسبة 10.6% من الأسر كان لديها معيلات من الإناث دون وجود شريك، بينما كانت نسبة 4.7% من الأسر لديها معيلون من الذكور دون وجود شريكة وكانت نسبة 17.7% من غير العائلات. تألفت نسبة 13% من أصل جميع الأسر من عدة أفراد يعيشون في نفس المنزل ونسبة 2.4% كانت تتألف من شخص يعيش بمفرده يبلغ من العمر 65 عاماً أو أكثر. وبلغ متوسط حجم الأسرة المعيشية 3.19، أما متوسط حجم العائلات فبلغ 3.46.
بلغ العمر الوسطي للسكان 36.1 عاماً. وكانت نسبة 27.8% من القاطنين تحت سن الثامنة عشر، وكانت نسبة 7.8% بين الثامنة عشر والرابعة والعشرين عاماً، ونسبة 28.5% كانت واقعةً في الفئة العمرية ما بين الخامسة والعشرين والرابعة والأربعين عاماً، ونسبة 29.3% كانت ما بين الخامسة والأربعين والرابعة والستين، ونسبة 6.5% كانت ضمن فئة الخامسة والستين عاماً فما فوق. وتوزع التركيب الجنسي للسكان بنسبة 50.1% ذكور و49.9% إناث.